# Myōkō, Niigata
Myōkō (tiếng Nhật: 妙高市 Mi-dô-khô) là một thành phố thuộc tỉnh Niigata, Nhật Bản.